# Constant Craving
«Constant Craving» es una canción escrita por K.D. Lang y Ben Mink e interpretada por la primera en su álbum Ingénue. La canción entró por primera vez a las listas musicales en el año 1992 y al año siguiente ganó un premio Grammy en la categoría de mejor interpretación femenina vocal de pop y un premio MTV Video Music Award en la de mejor video femenino. El tema también se encuentra incluido en el álbum recopilatorio de 2008 Northern Songs: Canada's Best and Brightest, el cual es una selección de algunos de los mejores músicos canadienses de diversos géneros.
«Constant Craving» alcanzó su máximo en la lista Billboard Hot 100 en el puesto treinta y ocho, mientras que en la lista Adult Contemporary de Billboard llegó a ser el segundo. En el Reino Unido, la canción tuvo una aceptación modesta cuando fue publicada en 1992, pero después de su reestreno en 1993 y siguiendo los pasos de su éxito en el continente americano, alcanzó la posición decimoquinta en la UK Singles Chart en su cuarta semana.
En el video musical, que está filmado en blanco y negro, se presenta una recreación fantástica de Esperando a Godot, obra teatral de Samuel Beckett, donde se muestra a la artista cantando tras bastidores mientras los personajes actúan. El director, Mark Romanek, afirmó que la desesperanza y la espera que se expresan en la letra de la canción se ajustaban bien a los temas de la obra de Beckett. Para la sorpresa de Lang, la grabación ganó como mejor video femenino en los MTV Video Music Awards de 1993.
Años más tarde, The Rolling Stones usaron inconscientemente un estribillo muy similar al de «Constant Craving» en su sencillo de 1997 «Anybody Seen My Baby?». Después de darse cuenta de este hecho, otorgaron crédito por la escritura de la canción a k.d. lang y Mink para compartirlo con los autores originales, Mick Jagger y Keith Richards.

## Otras versiones
- La cantante Abigail hizo una versión de la canción en su álbum de 1994, Feel Good.
- La banda de electropunk Lesbians on Ecstasy, originaria de Montreal, reelaboró la canción con el nombre de «Kündstant Krøving» en su álbum Lesbians on Ecstasy de 2004.
- Charlotte Martin también grabó una versión de la canción en su álbum Reproductions.
- En el año 2011, la canción fue interpretada en el episodio «I Kissed a Girl» de la serie televisiva Glee por Naya Rivera e Idina Menzel acompañadas de Chris Colfer.